# 苏式汤面

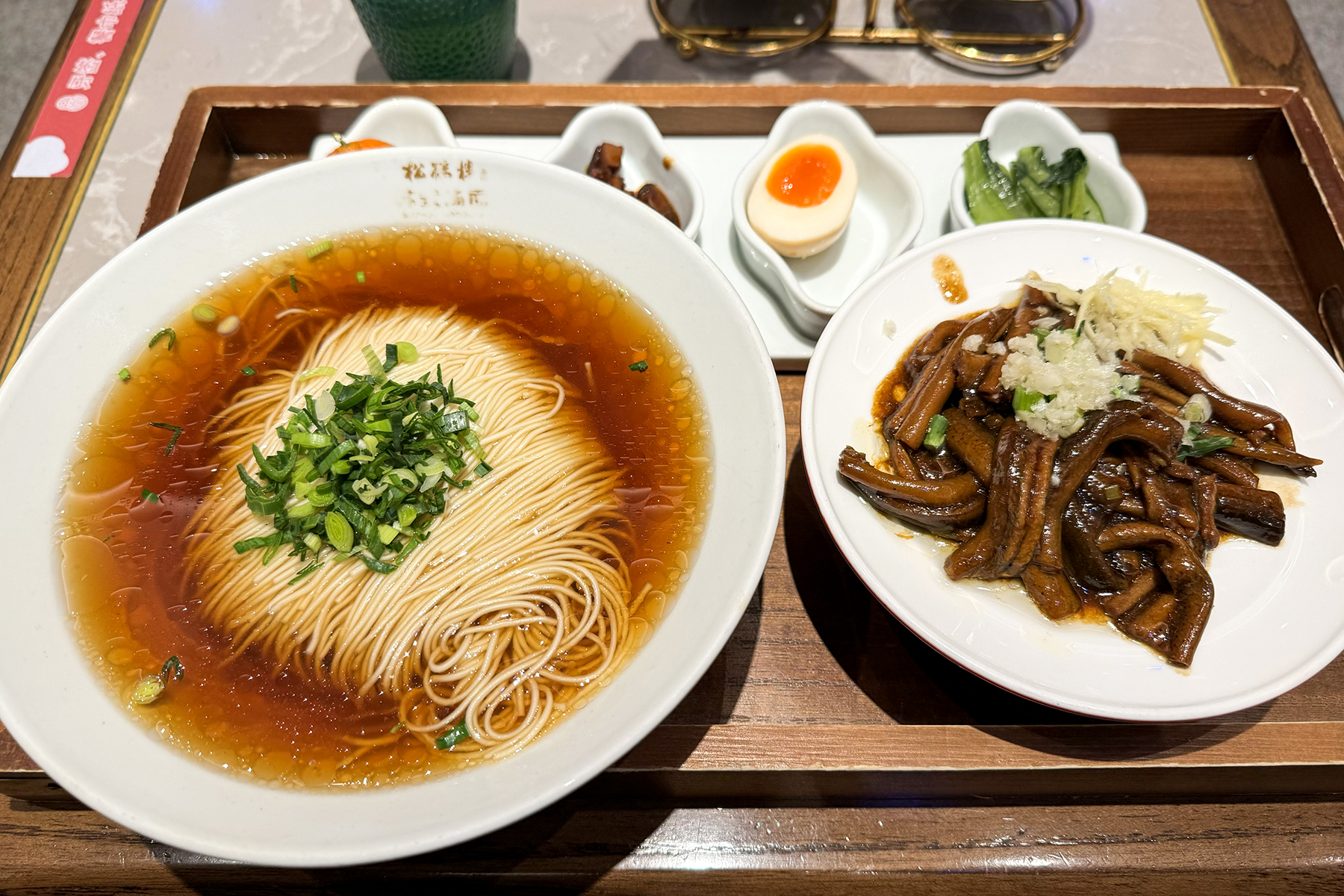
松鹤楼红汤苏式面配鳝丝浇头

苏式汤面是苏州的地方特色面点。以考究的面汤和丰富的浇头为特色。由于其成本较高，浇头多取自本地食材，故只有在长三角地区较为常见。供应苏式汤面的著名面馆有：朱鸿兴，同得兴，陆长兴，上海的沧浪亭面馆，吴越人家面馆等。
2024年，苏式汤面以“苏式面制作技艺（松鹤楼苏式面制作技艺）”名义被列入苏州市第八批市级非物质文化遗产代表性项目名录。

## 特点

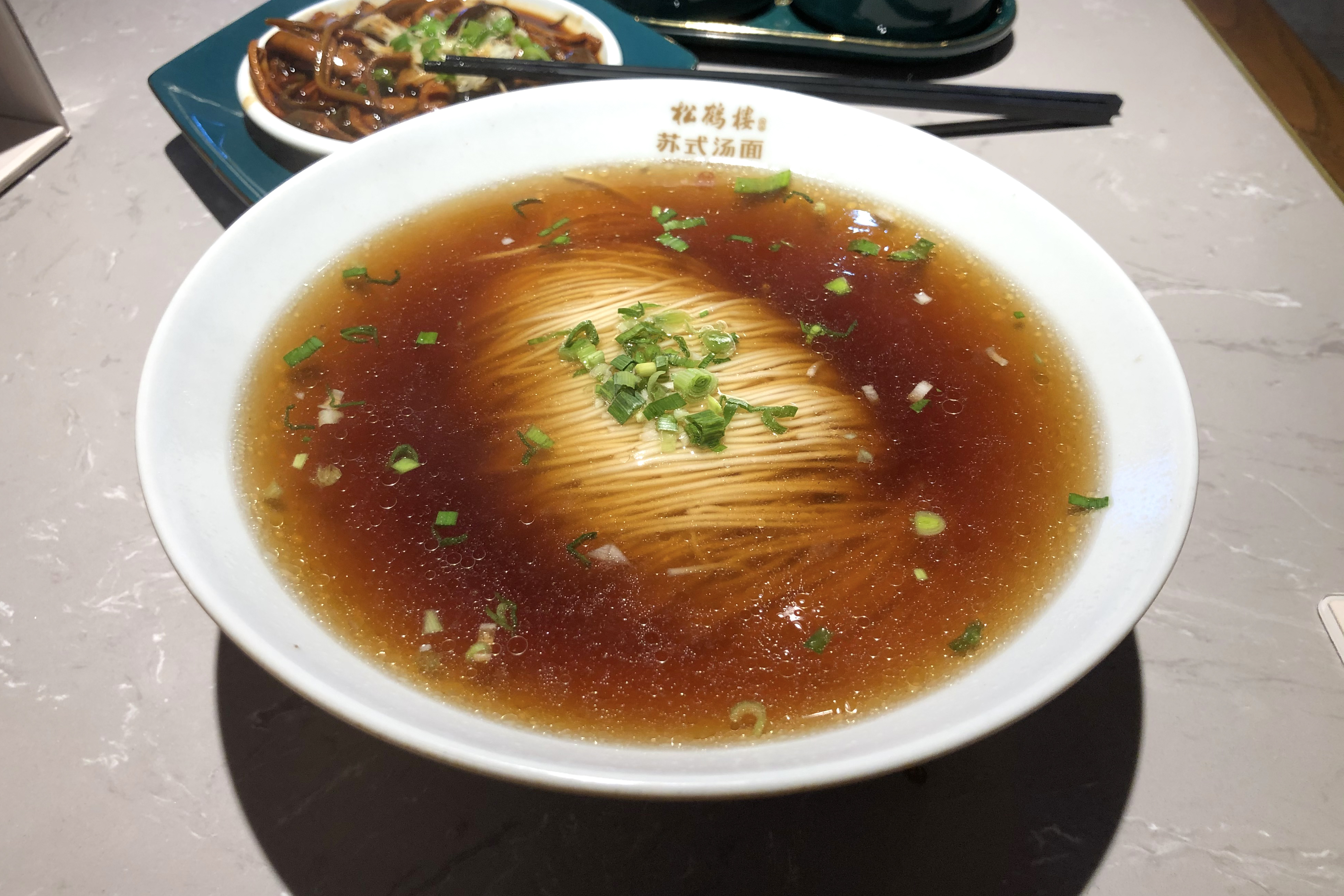
未添加浇头的红汤面，面条被码放成“鲫鱼背”形状

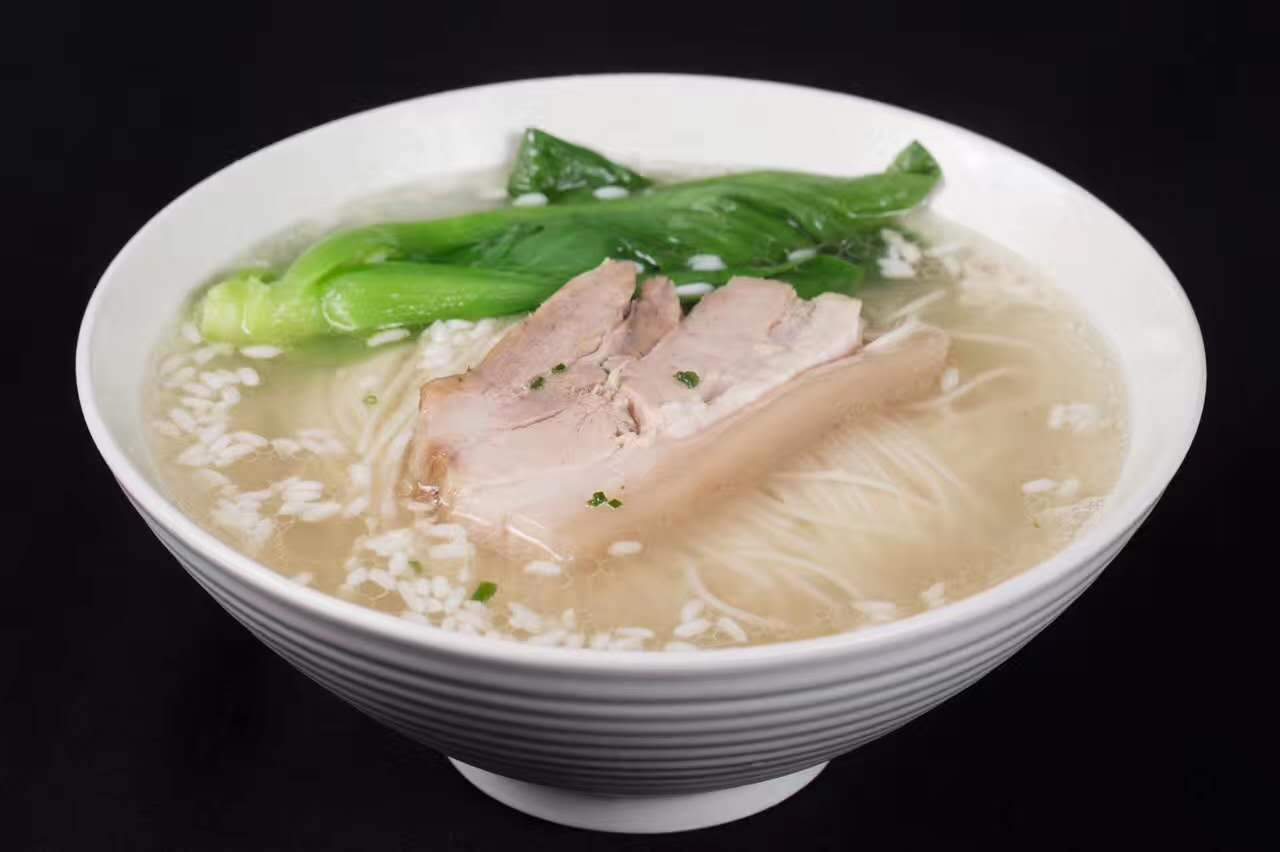
白汤枫镇大肉面

苏式面为更快吸收汤汁而通常使用细面，出餐时需在碗内码放成“鲫鱼背”形状。面汤通过蹄膀加以做爆鳝余下的鳝骨为食材，以文火慢熬而成。面汤煮药分为红白两种，以是否加入酱油或焖肉汤汁区分。
浇头指佐麵的菜肴，其种类丰富，几乎就是苏帮菜的菜谱；诸如朱鸿兴的闷蹄、五芳斋的五香排骨、松鹤楼的卤鸭、黄天源的爆鳝，还有常见的如焖肉、炒肉、排骨、虾仁、香茹炒素、辣酱素浇等等。
食客在点面时可以对汤面做很多定制：“宽汤”，指要汤多麵少，“紧汤”则反之；“重青”，指多放蒜叶，“免青”则免之；“重麵轻浇”，要麵多浇头少，“重浇轻麵”则亦反之；“过桥”，就是浇头用另外的盘子盛放，不浸于麵中。这些要求，老吃客们一般都会事先关照好唱麵的跑堂倌。

## 著名面馆
- 朱鸿兴
- 同德兴
- 陆长兴